# میلیون‌ها
میلیون‌ها (انگلیسی: Millions) فیلمی در ژانر جنایی به کارگردانی دنی بویل است که در سال ۲۰۰۴ منتشر شد. از بازیگران آن می‌توان به جیمز نسبیت، لزلی فیلیپس و الون آرمسترانگ اشاره کرد.